# 十思スクエア
十思スクエア（じっしスクエア）は、東京都中央区日本橋小伝馬町にある、中央区の公共複合施設（地元還元施設）である。1928年（昭和3年）に竣工した旧中央区立十思小学校の校舎を再利用している。東京都選定歴史的建造物の一つ。

## 概要
旧十思小学校は、1923年（大正12年）の関東大震災の後に建設された復興小学校の一つであったが、1990年（平成2年）に中央区立東華小学校と統合されて廃校になった。
その後、統合で生まれた中央区立日本橋小学校の仮校舎や中央区の出張所の仮庁舎などに利用され、2000年（平成12年）に本施設が開設された。
地域包括支援センター、訪問看護ステーションや保育園など複数の福祉施設が入居している（外部リンク参照）。小学校の体育館を取り壊した跡地には「十思スクエア別館」が、校舎のデザインと符合するように新たに建てられ、銭湯「十思湯」や伝馬町牢屋敷展示館などが入っている。
当地は江戸時代に牢獄「伝馬町牢屋敷」があり、幕末には吉田松陰が処刑されたところで、隣接する十思公園には、その由来を記す石碑が立っている。

## 建築
RC造の3階建て。角地を利用した正面玄関は曲線で構成され、1階と3階にはアーチ型の意匠が用いられている。設計者は東京市土木局建築課。
東京都選定歴史的建造物に2004年（平成16年）度に指定された。

## 「十思」の由来
旧十思小学校の校名は、中国の歴史書『資治通鑑』に収録されている唐の政治家、魏徴の言葉「十思之疏（、天子がわきまえるべき十か条の戒め）」の「十思」と、小学校の開校時の所在区画の「十四」が同音好字であることにちなんでつけられたものである。この由来の説明板は、十思スクエア別館の外壁に掲げられている。
| 見可欲則思知足     | 欲すべきを見れば則（）ち足るを知るを思う                 | 欲しいものがあっても、多くを望まないことを思う。       |
| 將興繕則思知止     | 將（）に興繕（）せんとすれば則ち止まるを知るを思う       | 物事を行う時には、度を越さないようにすることを思う。   |
| 處高危則思謙降     | 高危（）に處（）れば則ち謙降（）を思う                   | 立場や地位が高くても、控えめな態度をとることを思う。   |
| 臨滿盈則思挹損     | 滿盈（）に臨めば則ち挹損（）を思う                       | 十分満足な時には、むしろ減らすようにすることを思う。   |
| 遇逸樂則思撙節     | 逸樂（）に遇（）えば則ち撙節（）を思う                   | 楽しみを味わう時には、程よく控えめにすることを思う。   |
| 在宴安則思後患     | 宴安（）に在（）れば則ち後患（）を思う                   | 遊び暮らしていると、身を滅ぼしてしまうことを思う。     |
| 防壅蔽則思延納     | 壅蔽（）を防ぐには則ち延納を思う                         | 正確な情報を得るには、周囲の意見をよく聞くことを思う。 |
| 疾讒邪則思正己     | 讒邪（）を疾（）むには則ち己（）を正すを思う             | 悪口を憎むよりも、自分の言動を正しくすることを思う。   |
| 行爵賞則思因喜而僭 | 爵賞（）を行うには則ち喜（）に因（）りて僭（）するを思う | 優れた功績をあげても、必要以上に褒めないことを思う。   |
| 施刑罰則思因怒而濫 | 刑罰を施すには則ち怒（）に因りて濫（）するを思う         | 過ちを罰する時には、感情的にとがめないことを思う。     |

## 所在地・アクセス
東京都中央区日本橋小伝馬町5-1
東京メトロ日比谷線の小伝馬町駅4番出口から徒歩3分。